# Parafia św. Józefa Robotnika w Taciszowie
Parafia Świętego Józefa Robotnika w Taciszowie należy do diecezji gliwickiej (dekanat Pławniowice). Prowadzą ją ojcowie Kamilianie.

## Miejscowości należące do parafii
- Taciszów, Kleszczów

## Ulice należące do parafii
- Taciszów: Boczna, Brzozowa, Dworcowa, Gliwicka, Leśna, Nowa, Ogrodowa, Pławniowicka, Polna, Rzeczycka, Słoneczna, Sportowa, Szkolna, Śluza, Wąska.
- Kleszczów: Akacjowa, Brzozowa, Cicha, Dębowa, Dworcowa, Familijna, Gliwicka, Klonowa, Kozielska, Krótka, Leśna, Ogrodowa, Osiedleńcza, Owocowa, Polna, Rzeczycka, Rzemieślników, Słoneczna, Sportowa, Szkolna, Stawowa, Wolności

## Zgromadzenia zakonne
Zakon Kleryków Regularnych Posługujących Chorym – MI

## Kościoły i kaplice mszalne
- Kościół pod wezwaniem św. Józefa Robotnika (kościół parafialny)
- Kościół pod wezwaniem Matki Boskiej Różańcowej w Kleszczowie (kościół filialny)

## Cmentarze
- Cmentarz parafialny w Taciszowie.
- Cmentarz parafialny w Kleszczowie.

## Księgi metrykalne
Parafia prowadzi księgi chrztów, ślubów i zgonów od 1934 roku